# Faculdade de São Bento do Rio de Janeiro
A Faculdade de São Bento do Rio de Janeiro (FSBRJ) é uma instituição de ensino superior privada, localizada no centro do município do Rio de Janeiro, no Brasil. É mantida pelo Mosteiro de São Bento. 

## História
As suas atividades tiveram início em 1921, junto ao Mosteiro de São Bento, com o nome de "Escola Teológica da Congregação Beneditina do Brasil". No início, funcionava exclusivamente em âmbito interno, ou seja, apenas para os monges beneditinos. Após alguns anos, passou a ser aberta também para outros religiosos e seminaristas, bem como para leigos interessados no aprofundamento das verdades da fé, tendo, como base, a filosofia e a teologia. Em 1928, se transferiu para a Cela São Gerardo, no número um da Rua Ferreira de Almeida, no bairro do Alto da Boa Vista. Em 1938, se mudou para o Priorado de São Bernardo, em Três Poços. Em 1947, voltou para o Rio de Janeiro. Em 1956, interrompeu suas atividades, vindo a retomá-las em 1960. Em 1973, substituiu o regime seriado pelo de créditos.
Em 1977, o curso de teologia passou a conferir grau eclesiástico de bacharel aos seus concluintes, por ter se afiliado ao Pontifício Ateneu de Santo Anselmo, em Roma. A partir de 1999, se desvinculou do Capítulo Geral da Congregação Beneditina do Brasil, passando a ficar vinculado juridicamente ao Mosteiro de São Bento do Rio de Janeiro, com a denominação de "Instituto de Filosofia e Teologia de São Bento". No ano de 2001, ingressou no ministério da educação com o pedido de reconhecimento oficial por parte do governo brasileiro. No de 2004, foi concedida a autorização do governo brasileiro para o seu funcionamento, passando a chamar-se, desde então, "Faculdade de São Bento do Rio de Janeiro".

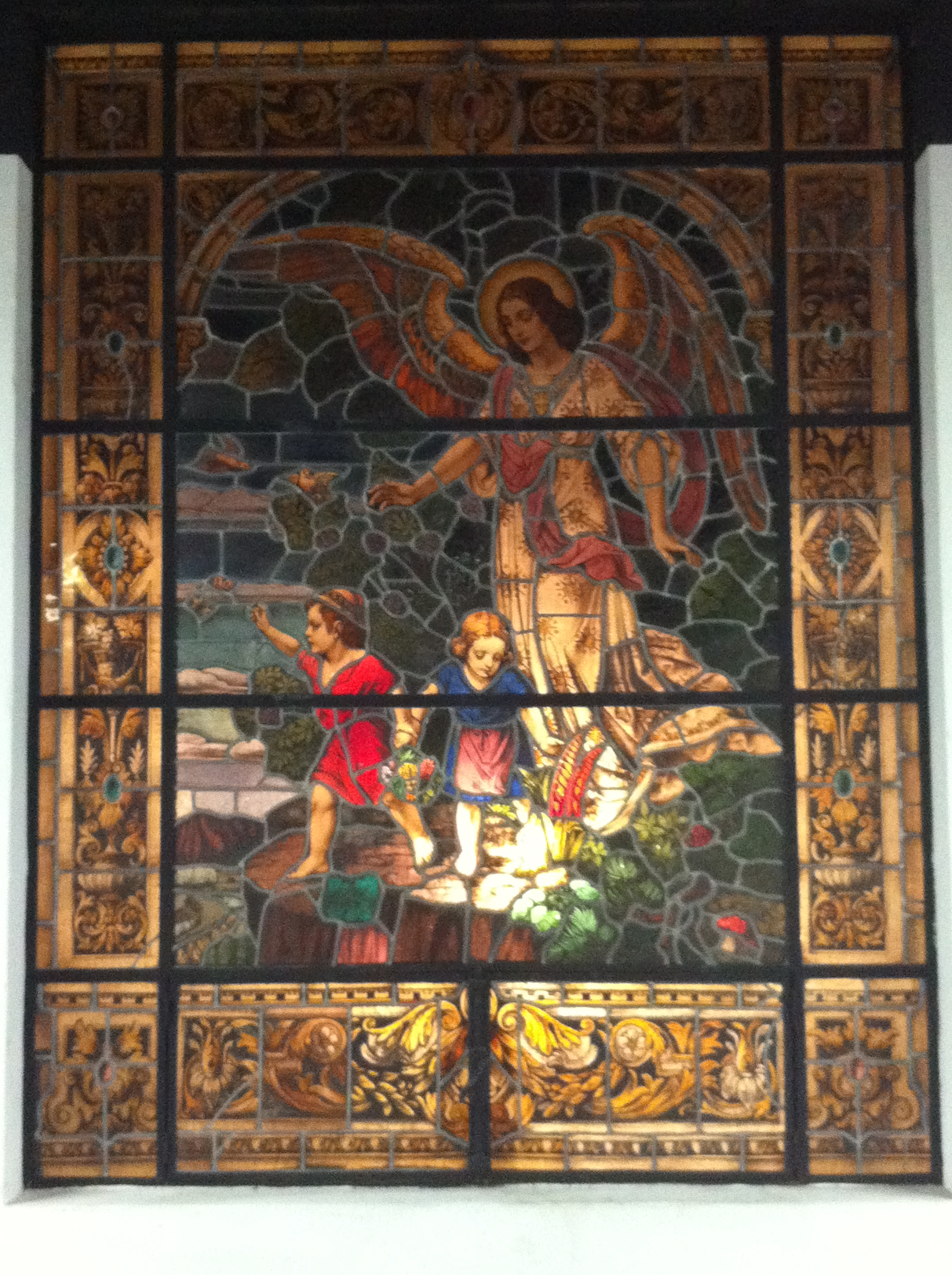
Vitral da Faculdade

## Atividades
A Faculdade de São Bento do Rio de Janeiro tem, como objetivo, oferecer uma formação adequada, profunda e ampla da Palavra de Deus contida na Sagrada Escritura e inspirada e transmitida pela tradição viva da Igreja. Visa, ainda, à formação dos cristãos católicos, tornando-os capazes de produzir, traduzir e aplicar os conhecimentos teológicos, bíblicos, filosóficos e históricos recebidos nos mais diversos campos de atuação do homem, promovendo a vivência e o anúncio do Evangelho, sob a orientação da tradição apostólica e do magistério da Igreja Católica, depositária das verdades da fé e da moral cristãs, na perspectiva da edificação do Reino de Deus.
Atualmente, oferece cursos de graduação em filosofia e teologia, bem como diversos cursos de pós-graduação lato sensu e cursos de extensão.